# Campeonato Neerlandés de Fútbol 1897-98
El Campeonato Neerlandés de Fútbol 1897/98 fue la 10.ª edición del campeonato de fútbol de los Países Bajos. Participaron diez equipos divididos en dos divisiones. El campeón nacional fue determinado por un partido final  entre los ganadores de la división este y oeste. RAP ganó el campeonato venciendo al Vitesse por 4:2.

## Nuevos participantes
Eerste Klasse Este: (nueva división)
- Go Ahead Wageningen, regresando tras un año de ausencia (participando previamente en la división occidental)
- PW
- Vitesse

Eerste Klasse Oeste:
- Celeritas
- HFC Haarlem

## Divisiones

### Eerste Klasse Este
| Pos | Equipo              | PJ | PG | PE | PP | GF | GC | Pts | DG | Notas                                     |
| --- | ------------------- | -- | -- | -- | -- | -- | -- | --- | -- | ----------------------------------------- |
| 1   | Vitesse             | 4  | 3  | 1  | 0  | 12 | 5  | 7   | +7 | Clasificado para la final del campeonato. |
| 2   | Go Ahead Wageningen | 4  | 1  | 2  | 4  | 9  | 8  | 4   | +1 | -                                         |
| 3   | PW                  | 4  | 0  | 1  | 3  | 6  | 14 | 1   | -8 | -                                         |

PJ = Partidos jugados; PG = Partidos ganados; PE = Partidos empatados; PP = Partidos perdidos; GF = Goles a favor; GC = Goles en contra; Pts = Puntos; DG = Diferencia de goles

### Eerste Klasse Oeste
| Pos | Equipo              | PJ | PG | PE | PP | GF | GC | Pts | DG  | Notas                                     |
| --- | ------------------- | -- | -- | -- | -- | -- | -- | --- | --- | ----------------------------------------- |
| 1   | RAP                 | 12 | 9  | 2  | 1  | 39 | 8  | 20  | +31 | Clasificado para la final del campeonato. |
| 2   | Sparta Rotterdam    | 12 | 6  | 4  | 2  | 22 | 13 | 16  | +9  | -                                         |
| 3   | HBS Craeyenhout     | 12 | 6  | 1  | 5  | 24 | 19 | 13  | +5  | -                                         |
| 4   | HFC Haarlem         | 12 | 4  | 3  | 5  | 23 | 23 | 11  | 0   | -                                         |
| 5   | Rapiditas Rotterdam | 12 | 4  | 2  | 6  | 21 | 31 | 10  | -10 | -                                         |
| 6   | HVV Den Haag        | 12 | 4  | 2  | 6  | 16 | 28 | 10  | -12 | -                                         |
| 7   | Celeritas           | 12 | 0  | 4  | 8  | 7  | 30 | 4   | -23 | No participa en la próxima temporada.     |

PJ = Partidos jugados; PG = Partidos ganados; PE = Partidos empatados; PP = Partidos perdidos; GF = Goles a favor; GC = Goles en contra; Pts = Puntos; DG = Diferencia de goles

## Final del campeonato
| Equipo 1 | Resultado | Equipo 2 |
| -------- | --------- | -------- |
| RAP      | 4–2       | Vitesse  |

|                        |
| Campeón RAP 4.° título |